# Willem Barents
Willem Barents (født ca. 1550 på Terschelling, død 20. juni 1597 på Novaja Zemlja) var en hollandsk søfarer og opdagelsesrejsende.
Han forsøgte over tre omgange at finde den nordøstlige rute mod Asien, vel at mærke uden held. Undervejs opdagede han Bjørnøya og Spitsbergen (som han navngav). Han kom til vestkysten af Novaja Zemlja. Under den tredje rejse frøs skibet fast og kom ikke fri, da sommeren indtraf. Som følge deraf omkom Barents den 20. juni 1597. Barentshavet blev senere opkaldt efter ham.

## Liv og gerning

### Første ekspedition (1594)
Barents navn er særlig knyttet til undersøgelsen af Novaja Zemlja.
I 1594 sejlede han ud fra Amsterdam med to skibe for at søge efter Nordøstpassagen fra Europa og norden om Sibirien frem til Stillehavet og det østlige Asien. På togtet for at finde en nordlig gennemfart til Kina kom han den 10. juli 1594 til Novaja Semljas vestkyst på 73° 25′ n. br. og fortsatte sin fart langs vest- og nordkysten, indtil han ved Iscap (77° n. br.) blev tvunget af isen til at vende om.
Et andet skib under Cornelis Corneliszoon Nay var imidlertid løbet ind gennem Jugorskistrædet (strædet mellem det sibiriske fastland og Vajgatsj-øen) i Karahavet, som man fandt isfrit, hvorfor Nay troede, at handelsvejen til Kina var åben.

### Anden ekspedition (1595)
Opmuntrede af resultat af den første ekspedition sendte Generalstaterne (det vil sige Nederlandene) i 1595 en ny og større ekspedition, denne gang med syv skibe, ud. Denne ekspedition blev ledet av Barents og Jacob van Heemskerk, med Nay og Jan Huygen van Linschoten (som året før også havde sejlet med Nay). De sejlede målbevidst mod Karaporten (mellem Vajgatsj og den sydlige Novaja Zemlja-ø - passagen Nay havde benyttet på hjemvejen året før), men de var for sent ude til at finde åbent og isfrit hav ind i Karahavet. Imidlertid kom de til Petjora-flodens munding og handlede der med stedets samojeder.

### Tredje ekspedition (1596)
Den 16. maj 1596 forlod Barents atter Amsterdam. Denne gang havde han to skibe, ført af kaptajnerne Jan Corneliszoon Rijp og Jacob van Heemskerk. Under udreisen valgte han ikke at gå direkte øst over efter at have fulgt den norske kyst, men at fortsætte mod nord for at komme rundt om nordspidsen af Novaja Semlja. Som følge af den nye rejserute opdagede man den 8. juni Bjørneøen og den 17. juni Spitsbergen, men ved Spitsbergen kom skibene væk fra hinanden. Barents' skib, ført af Heemskerk, sad fast i isen efter at have rundet nordspidsen af Novaja Zemlja, som han nåede den 17. juli.
Efter farefulde kampe med ishavets rædsler nåede han den 15. august målet for sin forrige rejse, Iscap, og den 19. august Cape Desire, men i stedet for bag Novaja Zemljas yderste østspids at finde åbent hav blev han af de truende ismasser snart drevet tilbage til øen og tvunget til at søge en tilflugt i ishavn. Trodsende alle en arktisk vinters trængsler foretog han med sine ledsagere den første overvintring i ishavet på Novaja Zemlja og måtte rive overbygningen på skibet ned for at få tilstrækkelig tømmer til at bygge en hytte. Da hans fartøj næste forår 1597 ikke blev befriet fra sit fangenskab, måtte han lade det tilbage og den 14. juni foretage sin tilbagerejse i to åbne både til Lapland, hvor resterne af mandskabet optoges af et hollandsk skib.
Af 17 uforfærdede søfolk nåede kun 12 hjemmet, men Barents var ikke blandt de overlevende. Den 20. juni 1597 døde han og blev begravet på Novaja Semljas kyst.

## Efterspil
Først omtrent 300 år senere blev Novaja Semljas nordkyst nøjere undersøgt af nordmanden Elling Carlsen, der også i september 1871 fandt Barents’ vinterlejr på 76° 7′ n. br. og 68° 34′ ø. l. f. Greenwich og bragte talrige efterladenskaber hjem.